# Paizay-le-Sec
Paizay-le-Sec – miejscowość i gmina we Francji, w regionie Nowa Akwitania, w departamencie Vienne.
Według danych na rok 1990 gminę zamieszkiwało 367 osób, a gęstość zaludnienia wynosiła 11 osób/km² (wśród 1467 gmin regionu Poitou-Charentes, Paizay-le-Sec plasuje się na 656. miejscu pod względem liczby ludności, natomiast pod względem powierzchni na miejscu 130.).